# Kerosen

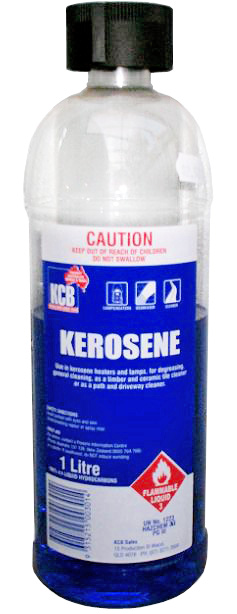
Kerosen.

Kerosenul, descoperit in 1910, este fracțiunea din țiței care distilează între 150 – 275 °C. Este un lichid limpede, format din hidrocarburi care conțin între 6 și 16 atomi de carbon în moleculă. Are densitatea de 780 – 810 kg/m3. Punctul de inflamabilitate este cuprins între 37 – 65 °C, iar temperatura de autoaprindere este de 220 °C. Puterea calorifică inferioară este de 43,1 MJ/kg, iar cea superioară de 46,2 MJ/kg. Kerosenul nu este miscibil cu apa, dar este miscibil cu solvenți petrolieri.

## Utilizări
Principala utilizare a kerosenului este combustibil pentru motoarele reactoare din aviație. De asemenea, este folosit ca insecticid, și în medicină. Este utilizat și pentru iluminat (lămpi pentru camping) dar mai ales pentru încălzire mobilă, provizorie sau permanentă a caselor, în sobe cu kerosen⁠(en)[traduceți], în special în zone geografice cu ierni blânde, de exemplu în Japonia (țară care este și cea mai mare producătoare de astfel de sobe).

## Petrolul lampant

Vânzători de petrol lampant în București la începutul secolului al XX-lea.

Petrolul lampant, popular gaz sau petrol, cunoscut și drept combustibil P a fost un combustibil foarte asemănător kerosenului. Actual petrolul lampant nu se mai produce ca atare. Era definit drept fracțiunea de țiței care distilează între 175 – 280 °C. Era format din hidrocarburi parafinice și izoparafinice, aromatice, mono- și diciclice, nafteni și hidrocarburi cu structură mixtă nafteno-aromatică, compuși cu oxigen (acizi naftenici, fenoli, acizi grași superiori), compuși cu sulf (mercaptani, sulfuri, tiofani, tiofeni) și foarte mici cantități de compuși cu azot.
Deși în limbaj popular era cunoscut drept gaz, este un produs cu totul diferit de „gazul” folosit la brichete sau de gazul de iluminat.   
Actualele sobe și lămpi cu petrol (utilizate pentru încălzire provizorie, mobilă, la camping, dar și pentru încălzire permanentă) sunt numite și astăzi în mod popular "sobe cu petrol" sau "sobe cu gaz", după petrolul lampant cu care ele au funcționat, până după 1990.  

### Proprietăți fizico-chimice
Petrolul lampant pentru lămpi era incolor, fără miros. Producea o flacără luminoasă, fără fum, cu intensitate și formă constantă și nu lăsa cenușă și compuși rășinoși în fitil. Se obținea din țiței brut, sărac în hidrocarburi aromatice. Pentru îndepărtarea hidrocarburilor nesaturate, aromatice, și a acizilor naftenici petrolul lampant se rafina prin tratare cu acid sulfuric, iar excesul de acid se îndepărta cu hidroxid de sodiu.
Începea să distileze de la 175 °C, distila 93 % până la 280 °C și 98 % până la 300 °C. Aciditatea organică (mg KOH la 100 cm3) era de maximum 3,5 %, cenușa maximum 0,003 %, punctul de inflamabilitate determinat cu aparatul Abel-Pensky era de minimum 40 °C, densitatea de 825 kg/m3 și puterea calorifică inferioară de minimum 41,90 MJ/kg (10 000 kcal/kg).
Din proprietăți rezultă că kerosenul este un combustibil puțin mai ușor ca petrolul lampant, însă diferența este mică.

### Utilizări
Era folosit la iluminatul cu lămpi cu petrol, la gătit cu mașini de gătit cu petrol și la încălzirea individuală cu sobe cu petrol. 
Pentru iluminat, principala caracteristică, stipulată în standardul produsului, era înălțimea flăcării deasupra fitilului fără a scoate fum. După înălțimea flăcării, petrolul lampant se clasifica în: inferior, între 16 – 20 mm, mediu, între 20 – 24 mm și superior peste 30 mm. Înălțimea minimă pentru combustibilul de tip P era de 18 mm.

## Kerosen RP-1
Kerosenul de tip RP-1 este un tip de kerosen folosit în amestec cu oxigen lichid pentru propulsia rachetelor Saturn V, Atlas V, Falcon, Soyuz. 

## Legături externe
- Materiale media legate de Petrol lampant la Wikimedia Commons